# Isaac Lagus
Isaac Lagus, född 8 november 1768 i Lappajärvi, död 16 november 1811 i Katarina församling, Stockholm, var en svensk präst.

## Biografi
Isaac Lagus föddes 1768 i Lappajärvi. Han var son till kaplanen Isaac Lagus i Lappajärvi församling och Brita Helena Wilckman. Lagus blev 17 mars 1788 student vid Kungliga Akademien i Åbo och prästvigdes 13 december 1794 i Uppsala domkyrka till huspredikant hos majoren Georg Bogislaus Staël von Holstein. Han avlade 12 april 1797 pastoralexamen i Uppsala och blev 8 februari 1798 legationspredikant i Konstantinopel. Lagus var från 17 april 1798 till 8 februari 1799 predikant på fregatten Freja vid skeppskonvojen i Medelhavet. Han återkomm 5 juli 1804 från Konstaninopel till Sverige och blev 20 februari 1807 kyrkoherde i Finska församlingen, Stockholm, tillträdde 1 maj 1807. Lagus blev 5 maj 1807 assessor i Stockholms konsistorium och 7 oktober 1809 teologie doktor i Uppsala. Han blev 11 oktober 1809 kyrkoherde i Katarina församling, Stockholm, tillträdde 1 maj 1811 och fick 7 maj 1811 en ny plats som assessor i konsistorium. Lagus avled 1811 i Katarina församling.

### Familj
Lagus gifte sig 2 juli 1797 i Jakobs kyrka, Stockholm med Catharina Ulrika Selle (1781–1852), dotter till kofferdikaptenen Isaac Selle vid Svenska Ostindiska Companiet och Margareta Clason.